# 436
| 436                |
| ------------------ |
| Dødsfald - Fødsler |
|                    |

| Gregoriansk kalender | 436 CDXXXVI             |
| Ab urbe condita      | 1189                    |
| Armensk kalender     | I/T                     |
| Kinesiske kalender   | 3132 – 3133 乙亥 – 丙子 |
| Etiopisk kalender    | 428 – 429               |
| Jødisk kalender      | 4196 – 4197             |
| Hindukalendere       |                         |
| - Vikram Samvat      | 491 – 492               |
| - Shaka Samvat       | 358 – 359               |
| - Kali Yuga          | 3537 – 3538             |
| Iransk kalender      | 186 BP – 185 BP         |
| Islamisk kalender    | 192 BH – 191 BH         |

Se også 436 (tal)

## Begivenheder
- Slaget ved Worms: Den romerske hærfører, Aëtius, nedkæmper med støtte fra hunner og herulere den burgundiske kongeslægt, Nibelungerne, som har haft magten ved Rhinen.